# 圣克洛德德迪赖
圣克洛德德迪赖（法語：Saint-Claude-de-Diray，法語發音：[sɛ̃ klod də diʁɛ]）是法国卢瓦-谢尔省的一个市镇，属于布卢瓦区。 

## 地理
圣克洛德德迪赖（47°36'55"N, 1°24'57"E）面积9.17 平方千米，位于法国中央-卢瓦尔河谷大区卢瓦-谢尔省，该省份为法国中北部省份，北起厄尔-卢瓦省，东北接卢瓦雷省，东南接谢尔省，南至安德尔省，西南接安德尔-卢瓦尔省，西北接萨尔特省。
与圣克洛德德迪赖接壤的市镇（或旧市镇、城区）包括：梅纳尔、卢瓦尔河畔库尔、科松河畔于索、蒙利沃、卢瓦尔河畔圣但尼、维讷伊。

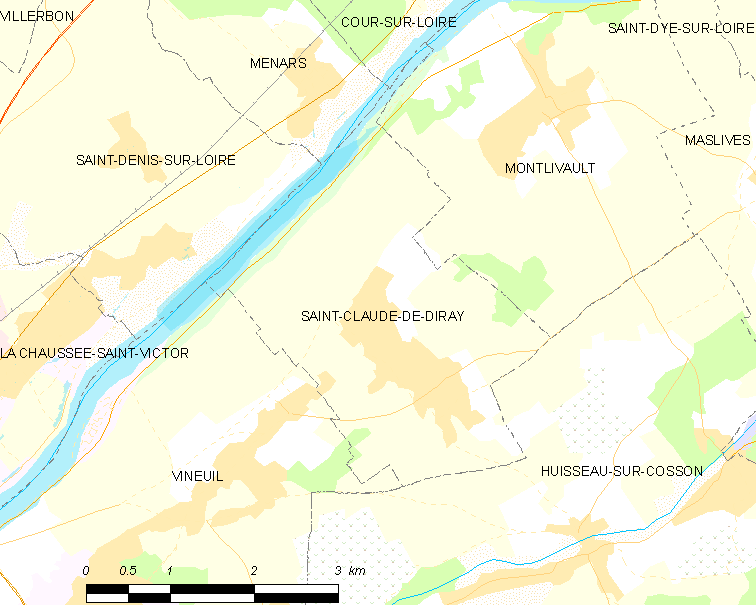
圣克洛德德迪赖的OSM定位图

圣克洛德德迪赖的时区为UTC+01:00、UTC+02:00（夏令时）。

## 行政
圣克洛德德迪赖的邮政编码为41350，INSEE市镇编码为41204。

## 政治
圣克洛德德迪赖所属的省级选区为尚博尔县。

## 人口

1962-2008年间圣克洛德德迪赖人口变化图示

圣克洛德德迪赖于2022年1月1日时的人口数量为1772人。